# Telstar 18V
Telstar 18V (Telstar 18 Vantage) ist ein kommerzieller Kommunikationssatellit der Telesat Canada. Daneben ist die Firma APT-Satellites beteiligt, die 57,5 Prozent der Kapazität des Satelliten nutzen wird, den Rest Telesat Canada. Der Satellit soll Telstar 18 ersetzen.
Er wurde am 10. September 2018 um 04:45 UTC mit einer Falcon-9-Block-5-Trägerrakete vom Cape Canaveral Air Force Station in eine geostationäre Umlaufbahn gebracht.
Der dreiachsenstabilisierte Satellit ist mit Ku-Band- und C-Band-Transpondern ausgerüstet und soll von der Position 138° Ost aus die asiatisch-pazifische Region mit Videodiensten, Datentransfer und Mobilfunk versorgen. Er wurde auf Basis des Satellitenbusses SSL-1300 der Space Systems Loral gebaut und besitzt eine geplante Lebensdauer von 15 Jahren.